# Монастирищенська волость (Ніжинський повіт)
Монастирищенська волость — історична адміністративно-територіальна одиниця Ніжинського повіту Чернігівської губернії з центром у містечку Монастирище.
Станом на 1885 рік складалася з 23 поселень, 9 сільських громад. Населення — 7882 осіб (3936 чоловічої статі та 3946 — жіночої), 1451 дворове господарство.
|                     | Площа, десятин | У тому числі орної, дес. |
| ------------------- | -------------- | ------------------------ |
| Сільських громад    | 7447           | 5556                     |
| Приватної власності | 10271          | 7062                     |
| Іншої власності     | —              | —                        |
| Загалом             | 17718          | 12618                    |

Основні поселення волості:
- Монастирище — колишнє державне та власницьке містечко при річці Удай за 33 версти від повітового міста, 3162 особи, 651 двір, 5 православних церков, школа, лікарня, поштова станція, 2 постоялих двори, трактир, 11 постоялих будинків, 10 лавок, 14 вітряних млинів, 3 маслобійних та цегельний заводи, базари, 3 ярмарки на рік, базари та 3 щорічних ярмарки.
- Андріївка — колишнє державне та власницьке село, 631 особа, 117 дворів, православна церква, постоялий будинок.
- Бакаївка — колишнє державне та власницьке село, 1581 особа, 308 дворів, православна церква, школа, 2 постоялих будинки, лавка, 2 вітряних млини, маслобійний завод.
- Заудайка — колишнє державне та власницьке село, 759 осіб, 150 дворів, православна церква, 2 постоялих будинки, 3 вітряних млини.

1899 року у волості налічувалось 8 сільських громад, населення зросло до 10913 осіб (5611 чоловічої статі та 5302 — жіночої).